# Lars Strandberg
Lars Strandberg, född 11 april 1947 i Katarina församling i Stockholm, var socialdemokratisk statssekreterare i Jordbruksdepartementet 1986–1988 och i Bostadsdepartementet 1989–1991. Därefter var han vd för Sveriges Tidskrifter 1992–2011. Han har också varit ordförande för Hammarby Fotboll, Hammarby IF och för Gymnastik- och idrottshögskolan (GIH).